# Syntormon xizangensis
Syntormon xizangensis är en tvåvingeart som beskrevs av Yang 1999. Syntormon xizangensis ingår i släktet Syntormon och familjen styltflugor. Inga underarter finns listade i Catalogue of Life.